# Talsperre Cerro do Lobo
Die Talsperre Cerro do Lobo (portugiesisch Barragem de Cerro do Lobo) liegt in der Region Alentejo Portugals im Distrikt Beja. Sie staut den Barranco das Lages. Das Kupferbergwerk Neves-Corvo (port. Mina de Neves-Corvo) befindet sich ungefähr 2 km nordwestlich der Talsperre, die Kleinstadt Castro Verde liegt ca. 15 km nordwestlich.
Mit dem Projekt zur Errichtung der Talsperre wurde im Jahre 1993 begonnen. Der Bau wurde 1993 fertiggestellt. Die Talsperre dient als Absetzbecken für die Klärung von Abwässern aus der Aufbereitung der Erze des Bergwerks Neves-Corvo (siehe auch Tailings). Sie war bis 2004 im Besitz der Sociedade Mineira de Neves Corvo, S.A (Somincor) und gehört seitdem zu Lundin Mining.

## Absperrbauwerk
Das Absperrbauwerk ist ein Staudamm mit einer Höhe von 36,5 m über der Gründungssohle (36 m über dem Flussbett). Die Dammkrone liegt auf einer Höhe von 252 m über dem Meeresspiegel. Die Länge der Dammkrone beträgt 1.010 m und ihre Breite 8 m. Das Volumen des Staudamms umfasst 873.000 m³.
Der Staudamm verfügt sowohl über einen Grundablass als auch über eine Hochwasserentlastung. Über den Grundablass können maximal 0,69 m³/s abgeleitet werden, über die Hochwasserentlastung maximal 8,42 m³/s. Das Bemessungshochwasser liegt bei 15,85 m³/s; die Wahrscheinlichkeit für das Auftreten dieses Ereignisses wurde mit einmal in 10.000 Jahren bestimmt.

## Stausee
Beim normalen Stauziel von 250,5 m (maximal 250,84 m bei Hochwasser) erstreckt sich der Stausee über eine Fläche von rund 1,5 km² und fasst 15,5 Mio. m³ Wasser.